# Angelvajärvi
Angelvajärvi är en sjö i Finland. Den ligger i kommunen Kittilä i landskapet Lappland, i den norra delen av landet, 800 km norr om huvudstaden Helsingfors. Angelvajärvi ligger 194,1 meter över havet. Arean är 45,4 hektar och strandlinjen är 2,85 kilometer lång. Sjön  ingår i Kemi älvs huvudavrinningsområde. 